# Handball aux Jeux olympiques d'été de 2024
Navigation
Tokyo 2020 Los Angeles 2028
Les tournois masculin et féminin de handball aux Jeux olympiques d'été de 2024, organisées à Paris (France), ont lieu du 25 juillet au 11 août 2024.
Dans le tournoi féminin, la Norvège remporte son troisième titre olympique après avoir dû se contenter de la médaille de bronze lors des deux éditions précédentes. À 44 ans, la gardienne de but norvégienne Katrine Lunde est élue meilleure joueuse et devient la première joueuse à remporter trois médailles d'or olympiques. Pour les Françaises, championnes olympiques et du monde en titres, le fait de jouer à domicile n'a pas suffi pour renverser les Norvégiennes lors de leur troisième finale consécutive. Enfin, le match pour la troisième place a vu le Danemark s'imposer face à une autre équipe scandinave, la Suède
Chez les hommes, le Danemark, porté par un Mathias Gidsel meilleur buteur et élu meilleur joueur, s'impose en finale face à l'Allemagne qui atteint à cette occasion sa première finale internationale depuis le Championnat du monde 2007 remporté à domicile. L'Espagne glane elle sa cinquième médaille olympique — toutes en bronze ! — aux dépens de la Slovénie. Pour la dernière compétition de Nikola Karabatic, la France, tenante du titre et favori à domicile après sa victoire à l'Euro 2024, rate sa compétition et est éliminée dès les quarts de finale.

## Présentation

### Lieux
Deux sites sont utilisés pour la compétition. Le tour préliminaire a lieu à Arena Paris Sud 6, un hall du parc des expositions de la porte de Versailles à Paris. La phase finale a lieu au Stade Pierre-Mauroy à Villeneuve-d'Ascq, dans la Métropole européenne de Lille.
À l'origine, les deux semaines de compétition de handball étaient envisagées à Lille et le basket devait se jouer dans un hall du parc des expositions de la porte de Versailles. Mais les handballeurs avaient dénoncé le fait de ne pas jouer un seul match à Paris et d'être éloignés du village olympique. De leurs côtés, certains basketteurs n'étaient pas satisfaits de la salle proposée. Le Comité d'organisation des Jeux olympiques a donc décidé de couper la poire en deux en faisant basculer le tour préliminaire de handball à Paris et le tour préliminaire de basket à Lille. 

### Modalités
Les douze nations qualifiées sont réparties en deux groupes composés chacun de six équipes. Après la phase de poule, les quatre premières équipes de chaque groupe se qualifient pour un tour à élimination directe jusqu'à la finale.

### Calendrier
| P | Phase de groupes | ¼ | Quarts de finale | ½ | Demi-finales | F | Finales |

| ↓ Tournoi / Date → | 25 | 26 | 27 | 28 | 29 | 30 | 31 | 1 | 2 | 3 | 4 | 5 | 6 | 7 | 8 | 9 | 10 | 11 |
| ------------------ | -- | -- | -- | -- | -- | -- | -- | - | - | - | - | - | - | - | - | - | -- | -- |
| Femmes             | P  |    |    | P  |    | P  |    | P |   | P |   |   | ¼ |   | ½ |   | F  |    |
| Hommes             |    |    | P  |    | P  |    | P  |   | P |   | P |   |   | ¼ |   | ½ |    | F  |

### Qualifications
Les modalités de qualification sont les mêmes pour le tournoi masculin et le tournoi féminin. Pour chacun d'eux, les 12 équipes qualifiées sont, :
- le pays hôte, la France ;
- la vainqueur du championnat du monde (ou le deuxième si la France remporte la compétition) ;
- les vainqueurs de compétitions ou tournois continentaux en Afrique, Asie, Europe et Amériques (ou le deuxième si le vainqueur est déjà qualifié) ;
- les vainqueurs et deuxièmes des trois tournois de qualification olympiques.

Les tournois de qualification olympiques permettent donc de déterminer les 6 dernières équipes qualifiées : 
- les 12 équipes participantes sont les 6 premières équipes du championnat du monde non qualifiées et 6 équipes via le classement des championnats continentaux (déterminé selon le classement au championnat du monde) : les 2 premières équipes non qualifiées pour le meilleur et le deuxième continent et la première équipe non qualifiée pour le troisième et le quatrième continent.
- les équipes sont alors réparties dans 3 poules de 4 quatre équipes. L'une d'elles organise et reçoit la compétition qui se joue sur 3 jours sous la forme d'un mini-championnat : les deux premières équipes de chaque poule obtiennent leur qualification pour les Jeux olympiques.

#### Tournoi masculin
| Compétition                                  | Date                       | Lieu      | Place(s)  | Qualifiés          |
| -------------------------------------------- | -------------------------- | --------- | --------- | ------------------ |
| Pays organisateur                            | 13 septembre 2017          | Lima      | 1         | France             |
| Championnat du monde 2023                    | 11 au 29 janvier 2023      | /         | 1         | Danemark           |
| Tournoi asiatique de qualification olympique | 18-28 octobre 2023         | Qatar     | 1         | Japon              |
| Jeux panaméricains 2023                      | 30 oct. au 4 novembre 2023 | Chili     | 1         | Argentine          |
| Championnat d'Europe 2024                    | 10 au 28 janvier 2024      | Allemagne | 1         | Suède              |
| Championnat d'Afrique 2024                   | 17 au 27 janvier 2024      | Égypte    | 1         | Égypte             |
| Tournoi mondial de qualification olympique 1 | 14 au 17 mars 2024         | Espagne   | 2         | Espagne, Slovénie  |
| Tournoi mondial de qualification olympique 2 | 14 au 17 mars 2024         | Allemagne | 2         | Croatie, Allemagne |
| Tournoi mondial de qualification olympique 3 | 14 au 17 mars 2024         | Hongrie   | 2         | Norvège, Hongrie   |
| Total                                        | Total                      | Total     | 12 places | 12 places          |

Sur les douze nations qualifiées, neuf sont européennes comme à Londres en 2012 ou Athènes en 2004, l'Afrique, l'Asie et les Amériques n'ayant qu'un seul représentant.

#### Tournoi féminin
| Compétition                                  | Date                        | Lieu      | Place(s)  | Qualifiés           |
| -------------------------------------------- | --------------------------- | --------- | --------- | ------------------- |
| Pays organisateur                            | 13 septembre 2017           | Lima      | 1         | France              |
| Championnat d'Europe 2022                    | 4 au 20 novembre 2022       | /         | 1         | Danemark            |
| Tournoi asiatique de qualification olympique | 17 au 23 août 2023          | Japon     | 1         | Corée du Sud        |
| Tournoi africain de qualification olympique  | 12 au 14 octobre 2023       | Angola    | 1         | Angola              |
| Jeux panaméricains 2023                      | 24 au 29 octobre 2023       | Chili     | 1         | Brésil              |
| Championnat du monde 2023                    | 30 nov. au 17 décembre 2023 | /         | 1         | Norvège             |
| Tournoi mondial de qualification olympique 1 | 11 au 14 avril 2024         | Hongrie   | 2         | Hongrie, Suède      |
| Tournoi mondial de qualification olympique 2 | 11 au 14 avril 2024         | Espagne   | 2         | Pays-Bas, Espagne   |
| Tournoi mondial de qualification olympique 3 | 11 au 14 avril 2024         | Allemagne | 2         | Allemagne, Slovénie |
| Total                                        | Total                       | Total     | 12 places | 12 places           |

### Personnalités liées au tournoi
Six personnalités du handball ont été porte-drapeaux de leur délégation lors de ces Jeux olympiques :
| Porte-drapeau          | Nationalité | Cérémonie | Cérémonie | Résultat           |
| Porte-drapeau          | Nationalité | Ouverture | Clôture   | Résultat           |
| ---------------------- | ----------- | --------- | --------- | ------------------ |
| Katrine Lunde          | Norvège     | X         |           | Médaille d'or (3e) |
| Niklas Landin Jacobsen | Danemark    | X         |           | Médaille d'or (2e) |
| Lois Abbingh           | Pays-Bas    | X         |           | 5e place           |
| Blanka Böde-Bíró       | Hongrie     | X         |           | 6e place           |
| Azenaide Carlos        | Angola      | X         |           | 9e place           |
| Ana Gros               | Slovénie    | X         |           | 11e place          |

Pour la composition des équipes voir :
- Composition des équipes masculines de handball aux Jeux olympiques d'été de 2024
- Composition des équipes féminines de handball aux Jeux olympiques d'été de 2024

## Résultats du tournoi féminin

### Phase de groupes

#### Groupe A
|   | Équipe       | Pts | J | G | N | P | Bp  | Bc  | Diff | Dép |
| - | ------------ | --- | - | - | - | - | --- | --- | ---- | --- |
| 1 | Norvège      | 8   | 5 | 4 | 0 | 1 | 140 | 110 | 30   | +5  |
| 2 | Suède        | 8   | 5 | 4 | 0 | 1 | 140 | 125 | 15   | +2  |
| 3 | Danemark     | 8   | 5 | 4 | 0 | 1 | 126 | 116 | 10   | -7  |
| 4 | Allemagne    | 2   | 5 | 1 | 0 | 4 | 136 | 134 | 2    | +18 |
| 5 | Corée du Sud | 2   | 5 | 1 | 0 | 4 | 107 | 133 | -26  | -6  |
| 6 | Slovénie     | 2   | 5 | 1 | 0 | 4 | 116 | 147 | -31  | -12 |

Les équipes sont départagées selon la différence de buts entre les buts marqués et les buts encaissés des équipes directement impliquées.
| Date            | Heure | Équipe 1     | Score   | Équipe 2     |
| --------------- | ----- | ------------ | ------- | ------------ |
| 25 juillet 2024 | 09h00 | Slovénie     | 19 – 27 | Danemark     |
| 25 juillet 2024 | 16h00 | Allemagne    | 22 – 23 | Corée du Sud |
| 25 juillet 2024 | 21h00 | Norvège      | 28 – 32 | Suède        |
| 28 juillet 2024 | 11h00 | Corée du Sud | 23 – 30 | Slovénie     |
| 28 juillet 2024 | 14h00 | Suède        | 31 – 28 | Allemagne    |
| 28 juillet 2024 | 16h00 | Danemark     | 18 – 27 | Norvège      |
| 30 juillet 2024 | 09h00 | Allemagne    | 41 – 22 | Slovénie     |
| 30 juillet 2024 | 11h00 | Norvège      | 26 – 20 | Corée du Sud |
| 30 juillet 2024 | 21h00 | Suède        | 23 – 25 | Danemark     |
| 1er août 2024   | 11h00 | Corée du Sud | 21 – 27 | Suède        |
| 1er août 2024   | 19h00 | Allemagne    | 27 – 28 | Danemark     |
| 1er août 2024   | 21h00 | Slovénie     | 22 - 29 | Norvège      |
| 3 août 2024     | 16h00 | Slovénie     | 23 – 27 | Suède        |
| 3 août 2024     | 19h00 | Norvège      | 30 – 18 | Allemagne    |
| 3 août 2024     | 21h00 | Danemark     | 28 – 20 | Corée du Sud |

#### Groupe B
|   | Équipe      | Pts | J | G | N | P | Bp  | Bc  | Diff |
| - | ----------- | --- | - | - | - | - | --- | --- | ---- |
| 1 | France T,PO | 10  | 5 | 5 | 0 | 0 | 159 | 124 | 35   |
| 2 | Pays-Bas    | 8   | 5 | 4 | 0 | 1 | 152 | 137 | 15   |
| 3 | Hongrie     | 5   | 5 | 2 | 1 | 2 | 137 | 140 | -3   |
| 4 | Brésil      | 4   | 5 | 2 | 0 | 3 | 127 | 119 | 8    |
| 5 | Angola      | 3   | 5 | 1 | 1 | 3 | 131 | 154 | -23  |
| 6 | Espagne     | 0   | 5 | 0 | 0 | 5 | 111 | 143 | -32  |

| Date            | Heure | Équipe 1 | Score   | Équipe 2 |
| --------------- | ----- | -------- | ------- | -------- |
| 25 juillet 2024 | 11h00 | Pays-Bas | 34 – 31 | Angola   |
| 25 juillet 2024 | 14h00 | Espagne  | 18 – 29 | Brésil   |
| 25 juillet 2024 | 19h00 | Hongrie  | 28 – 31 | France   |
| 28 juillet 2024 | 09h00 | Brésil   | 24 – 25 | Hongrie  |
| 28 juillet 2024 | 19h00 | Angola   | 26 – 21 | Espagne  |
| 28 juillet 2024 | 21h00 | France   | 32 – 28 | Pays-Bas |
| 30 juillet 2024 | 14h00 | Pays-Bas | 29 – 24 | Espagne  |
| 30 juillet 2024 | 16h00 | Hongrie  | 31 – 31 | Angola   |
| 30 juillet 2024 | 19h00 | France   | 26 – 20 | Brésil   |
| 1er août 2024   | 09h00 | Pays-Bas | 31 – 24 | Brésil   |
| 1er août 2024   | 14h00 | Espagne  | 24 – 27 | Hongrie  |
| 1er août 2024   | 16h00 | Angola   | 24 – 38 | France   |
| 3 août 2024     | 09h00 | Hongrie  | 26 – 30 | Pays-Bas |
| 3 août 2024     | 11h00 | Espagne  | 24 – 32 | France   |
| 3 août 2024     | 14h00 | Brésil   | 30 – 19 | Angola   |

#### Phase finale
Tous les matchs ont lieu au Stade Pierre-Mauroy de Villeneuve-d'Ascq :
|  | Quarts de finale   | Quarts de finale   |                     |                     | Demi-finales           | Demi-finales           |      |  | Finale              | Finale              |
|  | Quarts de finale   | Quarts de finale   |                     |                     | Demi-finales           | Demi-finales           |      |  | Finale              | Finale              |
|  |                    |                    |                     |                     |                        |                        |      |  |                     |                     |
|  | 6 août 2024, 21h30 | 6 août 2024, 21h30 |                     |                     | 8 août 2024, 21h30     | 8 août 2024, 21h30     |      |  | 10 août 2024, 15h00 | 10 août 2024, 15h00 |
|  | 6 août 2024, 21h30 | 6 août 2024, 21h30 |                     |                     | 8 août 2024, 21h30     | 8 août 2024, 21h30     |      |  | 10 août 2024, 15h00 | 10 août 2024, 15h00 |
|  | [A1] Norvège       | 32                 |                     |                     | 8 août 2024, 21h30     | 8 août 2024, 21h30     |      |  | 10 août 2024, 15h00 | 10 août 2024, 15h00 |
|  | [A1] Norvège       | 32                 |                     |                     | 8 août 2024, 21h30     | 8 août 2024, 21h30     |      |  | 10 août 2024, 15h00 | 10 août 2024, 15h00 |
|  | [B4] Brésil        | 15                 |                     |                     | 8 août 2024, 21h30     | 8 août 2024, 21h30     |      |  | 10 août 2024, 15h00 | 10 août 2024, 15h00 |
|  | [B4] Brésil        | 15                 | Norvège             | 25                  |                        |                        |      |  | 10 août 2024, 15h00 | 10 août 2024, 15h00 |
|  | 6 août 2024, 9h30  |                    | Norvège             | 25                  |                        |                        |      |  | 10 août 2024, 15h00 | 10 août 2024, 15h00 |
|  |                    | Danemark           | 21                  |                     |                        |                        |      |  | 10 août 2024, 15h00 | 10 août 2024, 15h00 |
|  | [A3] Danemark      | Danemark           | 21                  | 29                  |                        |                        |      |  | 10 août 2024, 15h00 | 10 août 2024, 15h00 |
|  | [A3] Danemark      |                    |                     | 29                  |                        |                        |      |  | 10 août 2024, 15h00 | 10 août 2024, 15h00 |
|  | [B2] Pays-Bas      | 25                 |                     |                     |                        |                        |      |  | 10 août 2024, 15h00 | 10 août 2024, 15h00 |
|  | [B2] Pays-Bas      | 25                 | Norvège             | 29                  |                        |                        |      |  |                     |                     |
|  | 6 août 2024, 17h30 |                    | Norvège             | 29                  |                        |                        |      |  |                     |                     |
|  |                    | France             | 21                  |                     |                        |                        |      |  |                     |                     |
|  | [B3] Hongrie       | France             | 21                  | 32                  |                        |                        |      |  |                     |                     |
|  | [B3] Hongrie       | 8 août 2024, 16h30 |                     | 32                  |                        |                        |      |  |                     |                     |
|  | [A2] Suède         | 36ap               |                     |                     |                        |                        |      |  |                     |                     |
|  | [A2] Suède         | 36ap               | Suède               | 28                  |                        |                        |      |  |                     |                     |
|  | 6 août 2024, 13h30 | 6 août 2024, 13h30 | Suède               | 28                  | Match pour la 3e place | Match pour la 3e place |      |  |                     |                     |
|  | 6 août 2024, 13h30 | 6 août 2024, 13h30 |                     | France              | Match pour la 3e place | Match pour la 3e place | 31ap |  |                     |                     |
|  | [B1] France        | 26                 | 10 août 2024, 10h00 | 10 août 2024, 10h00 |                        |                        | 31ap |  |                     |                     |
|  | [B1] France        | 26                 | 10 août 2024, 10h00 | 10 août 2024, 10h00 |                        |                        |      |  |                     |                     |
|  | [A4] Allemagne     | 23                 |                     | Danemark            | 30                     |                        |      |  |                     |                     |
|  | [A4] Allemagne     | 23                 |                     | Danemark            | 30                     |                        |      |  |                     |                     |
|  |                    |                    |                     |                     |                        |                        |      |  | Suède               | 25                  |
|  |                    |                    |                     |                     |                        |                        |      |  | Suède               | 25                  |

## Résultats du tournoi masculin

### Phase de groupes

#### Groupe A
|   | Équipe    | Pts | J | G | N | P | Bp  | Bc  | Diff | Dép |
| - | --------- | --- | - | - | - | - | --- | --- | ---- | --- |
| 1 | Allemagne | 8   | 5 | 4 | 0 | 1 | 162 | 144 | 18   | /   |
| 2 | Slovénie  | 6   | 5 | 3 | 0 | 2 | 140 | 142 | -2   | +2  |
| 3 | Espagne   | 6   | 5 | 3 | 0 | 2 | 151 | 148 | 3    | 0   |
| 4 | Suède     | 6   | 5 | 3 | 0 | 2 | 158 | 139 | 19   | -2  |
| 5 | Croatie   | 4   | 5 | 2 | 0 | 3 | 148 | 156 | -8   | /   |
| 6 | Japon     | 0   | 5 | 0 | 0 | 5 | 143 | 173 | -30  | /   |

Les équipes sont départagées selon la différence de buts entre les buts marqués et les buts encaissés des équipes directement impliquées.
| Date            | Heure | Équipe 1  | Score   | Équipe 2  |
| --------------- | ----- | --------- | ------- | --------- |
| 27 juillet 2024 | 09h00 | Espagne   | 25 – 22 | Slovénie  |
| 27 juillet 2024 | 14h00 | Croatie   | 30 – 29 | Japon     |
| 27 juillet 2024 | 19h00 | Allemagne | 30 – 27 | Suède     |
| 29 juillet 2024 | 09h00 | Japon     | 26 – 37 | Allemagne |
| 29 juillet 2024 | 11h00 | Slovénie  | 31 – 29 | Croatie   |
| 29 juillet 2024 | 16h00 | Suède     | 29 – 26 | Espagne   |
| 31 juillet 2024 | 11h00 | Croatie   | 31 – 26 | Allemagne |
| 31 juillet 2024 | 14h00 | Espagne   | 37 – 33 | Japon     |
| 31 juillet 2024 | 16h00 | Slovénie  | 29 – 24 | Suède     |
| 2 août 2024     | 14h00 | Croatie   | 27 – 38 | Suède     |
| 2 août 2024     | 16h00 | Allemagne | 33 – 31 | Espagne   |
| 2 août 2024     | 19h00 | Japon     | 28 – 29 | Slovénie  |
| 4 août 2024     | 09h00 | Suède     | 40 – 27 | Japon     |
| 4 août 2024     | 14h00 | Allemagne | 36 – 29 | Slovénie  |
| 4 août 2024     | 21h00 | Espagne   | 32 – 31 | Croatie   |

#### Groupe B
|   | Équipe      | Pts | J | G | N | P | Bp  | Bc  | Diff |
| - | ----------- | --- | - | - | - | - | --- | --- | ---- |
| 1 | Danemark    | 10  | 5 | 5 | 0 | 0 | 165 | 133 | 32   |
| 2 | Égypte      | 7   | 5 | 3 | 1 | 1 | 148 | 140 | 8    |
| 3 | Norvège     | 6   | 5 | 3 | 0 | 2 | 139 | 136 | 3    |
| 4 | France T,PO | 5   | 5 | 2 | 1 | 2 | 129 | 131 | -2   |
| 5 | Hongrie     | 2   | 5 | 1 | 0 | 4 | 137 | 138 | -1   |
| 6 | Argentine   | 0   | 5 | 0 | 0 | 5 | 131 | 171 | -40  |

| Date            | Heure | Équipe 1  | Score   | Équipe 2  |
| --------------- | ----- | --------- | ------- | --------- |
| 27 juillet 2024 | 11h00 | Hongrie   | 32 – 35 | Égypte    |
| 27 juillet 2024 | 16h00 | Norvège   | 36 – 31 | Argentine |
| 27 juillet 2024 | 21h00 | Danemark  | 37 – 29 | France    |
| 29 juillet 2024 | 14h00 | Égypte    | 27 – 30 | Danemark  |
| 29 juillet 2024 | 19h00 | France    | 22 – 27 | Norvège   |
| 29 juillet 2024 | 21h00 | Argentine | 25 – 35 | Hongrie   |
| 31 juillet 2024 | 09h00 | Norvège   | 26 – 25 | Hongrie   |
| 31 juillet 2024 | 19h00 | France    | 26 – 26 | Égypte    |
| 31 juillet 2024 | 21h00 | Danemark  | 38 – 27 | Argentine |
| 2 août 2024     | 09h00 | Hongrie   | 25 – 28 | Danemark  |
| 2 août 2024     | 11h00 | Argentine | 21 – 28 | France    |
| 2 août 2024     | 21h00 | Norvège   | 25 – 26 | Égypte    |
| 4 août 2024     | 11h00 | Égypte    | 34 – 27 | Argentine |
| 4 août 2024     | 16h00 | Hongrie   | 20 – 24 | France    |
| 4 août 2024     | 19h00 | Danemark  | 32 – 25 | Norvège   |

#### Phase finale
Tous les matchs ont lieu au Stade Pierre-Mauroy de Villeneuve-d'Ascq :
|  | Quarts de finale   | Quarts de finale   |                    |                    | Demi-finales           | Demi-finales           |    |  | Finale              | Finale              |
|  | Quarts de finale   | Quarts de finale   |                    |                    | Demi-finales           | Demi-finales           |    |  | Finale              | Finale              |
|  |                    |                    |                    |                    |                        |                        |    |  |                     |                     |
|  | 7 août 2024, 13h30 | 7 août 2024, 13h30 |                    |                    | 9 août 2024, 16h30     | 9 août 2024, 16h30     |    |  | 11 août 2024, 13h30 | 11 août 2024, 13h30 |
|  | 7 août 2024, 13h30 | 7 août 2024, 13h30 |                    |                    | 9 août 2024, 16h30     | 9 août 2024, 16h30     |    |  | 11 août 2024, 13h30 | 11 août 2024, 13h30 |
|  | [A1] Allemagne     | 35ap               |                    |                    | 9 août 2024, 16h30     | 9 août 2024, 16h30     |    |  | 11 août 2024, 13h30 | 11 août 2024, 13h30 |
|  | [A1] Allemagne     | 35ap               |                    |                    | 9 août 2024, 16h30     | 9 août 2024, 16h30     |    |  | 11 août 2024, 13h30 | 11 août 2024, 13h30 |
|  | [B4] France        | 34                 |                    |                    | 9 août 2024, 16h30     | 9 août 2024, 16h30     |    |  | 11 août 2024, 13h30 | 11 août 2024, 13h30 |
|  | [B4] France        | 34                 | Allemagne          | 25                 |                        |                        |    |  | 11 août 2024, 13h30 | 11 août 2024, 13h30 |
|  | 7 août 2024, 9h30  |                    | Allemagne          | 25                 |                        |                        |    |  | 11 août 2024, 13h30 | 11 août 2024, 13h30 |
|  |                    | Espagne            | 24                 |                    |                        |                        |    |  | 11 août 2024, 13h30 | 11 août 2024, 13h30 |
|  | [A3] Espagne       | Espagne            | 24                 | 29ap               |                        |                        |    |  | 11 août 2024, 13h30 | 11 août 2024, 13h30 |
|  | [A3] Espagne       |                    |                    | 29ap               |                        |                        |    |  | 11 août 2024, 13h30 | 11 août 2024, 13h30 |
|  | [B2] Égypte        | 28                 |                    |                    |                        |                        |    |  | 11 août 2024, 13h30 | 11 août 2024, 13h30 |
|  | [B2] Égypte        | 28                 | Allemagne          | 26                 |                        |                        |    |  |                     |                     |
|  | 7 août 2024, 21h30 |                    | Allemagne          | 26                 |                        |                        |    |  |                     |                     |
|  |                    | Danemark           | 39                 |                    |                        |                        |    |  |                     |                     |
|  | [B3] Norvège       | Danemark           | 39                 | 28                 |                        |                        |    |  |                     |                     |
|  | [B3] Norvège       | 9 août 2024, 21h30 |                    | 28                 |                        |                        |    |  |                     |                     |
|  | [A2] Slovénie      | 33                 |                    |                    |                        |                        |    |  |                     |                     |
|  | [A2] Slovénie      | 33                 | Slovénie           | 30                 |                        |                        |    |  |                     |                     |
|  | 7 août 2024, 17h30 | 7 août 2024, 17h30 | Slovénie           | 30                 | Match pour la 3e place | Match pour la 3e place |    |  |                     |                     |
|  | 7 août 2024, 17h30 | 7 août 2024, 17h30 |                    | Danemark           | Match pour la 3e place | Match pour la 3e place | 31 |  |                     |                     |
|  | [B1] Danemark      | 32                 | 11 août 2024, 9h00 | 11 août 2024, 9h00 |                        |                        | 31 |  |                     |                     |
|  | [B1] Danemark      | 32                 | 11 août 2024, 9h00 | 11 août 2024, 9h00 |                        |                        |    |  |                     |                     |
|  | [A4] Suède         | 31                 |                    | Espagne            | 23                     |                        |    |  |                     |                     |
|  | [A4] Suède         | 31                 |                    | Espagne            | 23                     |                        |    |  |                     |                     |
|  |                    |                    |                    |                    |                        |                        |    |  | Slovénie            | 22                  |
|  |                    |                    |                    |                    |                        |                        |    |  | Slovénie            | 22                  |

## Bilans

### Podiums
| Épreuve                                 | Or | Argent | Bronze |
| Femmes résultats détaillés et effectifs | Norvège Veronica Kristiansen Maren Nyland Aardahl Stine Skogrand Nora Mørk Stine Bredal Oftedal Silje Solberg-Østhassel (GB) Kari Brattset Kristine Breistøl Vilde Ingstad Katrine Lunde (GB) Marit Røsberg Jacobsen Camilla Herrem Sanna Solberg-Isaksen Henny Reistad Thale Rushfeldt Deila 0 Sélectionneur : Þ. Hergeirsson | France Laura Glauser (GB) Méline Nocandy Alicia Toublanc Chloé Valentini Coralie Lassource Grâce Zaadi Cléopâtre Darleux (GB) Laura Flippes Orlane Kanor Tamara Horacek Pauletta Foppa Estelle Nze Minko Oriane Ondono Lucie Granier Sarah Bouktit Léna Grandveau Hatadou Sako (GB) Sélectionneur : O. Krumbholz | Danemark Sandra Toft (GB) Sarah Iversen Helena Elver Anne Mette Hansen Kathrine Heindahl Line Haugsted Althea Reinhardt (GB) Mette Tranborg Kristina Jørgensen Trine Østergaard Louise Burgaard Mie Højlund Emma Friis Rikke Iversen Michala Møller 0 Sélectionneur : J. Jensen                         |
| Hommes résultats détaillés et effectifs | Danemark Niklas Landin Jacobsen (GB) Niclas Kirkeløkke Magnus Landin Jacobsen Emil Jakobsen Rasmus Lauge Emil Nielsen (GB) Magnus Saugstrup Hans Lindberg Mathias Gidsel Henrik Møllgaard Mikkel Hansen Lukas Jørgensen Lasse Andersson Simon Hald Thomas Arnoldsen Simon Pytlick Sélectionneur : N. Jacobsen                  | Allemagne David Späth (GB) Johannes Golla Luca Witzke Sebastian Heymann Justus Fischer Juri Knorr Julian Köster Renārs Uščins Kai Häfner Tim Hornke Andreas Wolff (GB) Rune Dahmke Lukas Mertens Christoph Steinert Marko Grgić Jannik Kohlbacher Sélectionneur : A. Gíslason                                    | Espagne Gonzalo Pérez de Vargas (GB) Jorge Maqueda Alex Dujshebaev Rodrigo Corrales (GB) Adrià Figueras Imanol Garciandia Abel Serdio Agustín Casado Aleix Gómez Ian Tarrafeta Miguel Sánchez-Migallón Daniel Dujshebaev Kauldi Odriozola Daniel Fernández Javier Rodríguez 0 Sélectionneur : J. Ribera |

### Tableau des médailles
- Pays organisateur (France)

| Rang  | Nation    | Or | Argent | Bronze | Total |
| ----- | --------- | -- | ------ | ------ | ----- |
| 1     | Danemark  | 1  | 0      | 1      | 2     |
| 2     | Norvège   | 1  | 0      | 0      | 1     |
| 3     | Allemagne | 0  | 1      | 0      | 1     |
| 3     | France    | 0  | 1      | 0      | 1     |
| 5     | Espagne   | 0  | 0      | 1      | 1     |
| Total | Total     | 2  | 2      | 2      | 6     |